# Leonard Schapiro
Leonard Bertram Naman Schapiro (Glasgow, 22 aprile 1908 – Londra, 2 novembre 1983) è stato uno storico britannico, che si è occupato della storia della Russia sovietica e del concetto di totalitarismo.
Nato in una famiglia ebrea a Glasgow e cresciuto in Russia, ha conseguito gli studi superiori presso l'University College di Londra e ha praticato l'avvocatura e la carriera diplomatica fino alla pubblicazione, nel 1955, di The Origins of the Communist Autocracy, che gli ha consentito, nel 1962, l'accesso alla carriera accademica come professore di scienze politiche, con particolare riferimento agli studi sull'Unione Sovietica, presso la London School of Economics. Ha composto una biografia di Ivan Turgenev (Turgenev: his life and times) e dello stesso Turgenev ha tradotto dal russo Acque di primavera. 
Secondo Archie Brown ("The Study of Totalitarianism and Authoritarianism", in The British Study of Politics in the Twentieth Century) Leonard Schapiro è fra le figure chiave degli studi sull'Unione Sovietica e, più in generale, sul sistema comunista europeo accanto a Hugh Seton-Watson e Alexander Nove e sembra che abbia subito, agli inizi della sua carriera, l'opposizione per motivi politici di Edward H. Carr, autore della nota Storia dell'Unione Sovietica in 14 volumi. 

## Opere
- The Origins of the Communist Autocracy, G. Bell and Sons, 1955 (traduzione italiana L'opposizione nello stato sovietico: le origini dell'autocrazia comunista: (1917-1922), Firenze: La Nuova Italia, 1962).
- The Future of Russia, Ampersand, London 1955 (traduzione italiana di Paola Bompard: Il Futuro della Russia, Casa Editrice Opere Nuove, 1957).
- Government and politics of the Soviet Union, London: Hutchinson, 1977 (traduzione italiana a cura di Margherita Leardi, Governo e politica in URSS, Milano: Mondadori, 1979).
- Turgenev: his life and times, Oxford; Toronto; Melbourne: Oxford University Press, 1978.